# Aito Auto

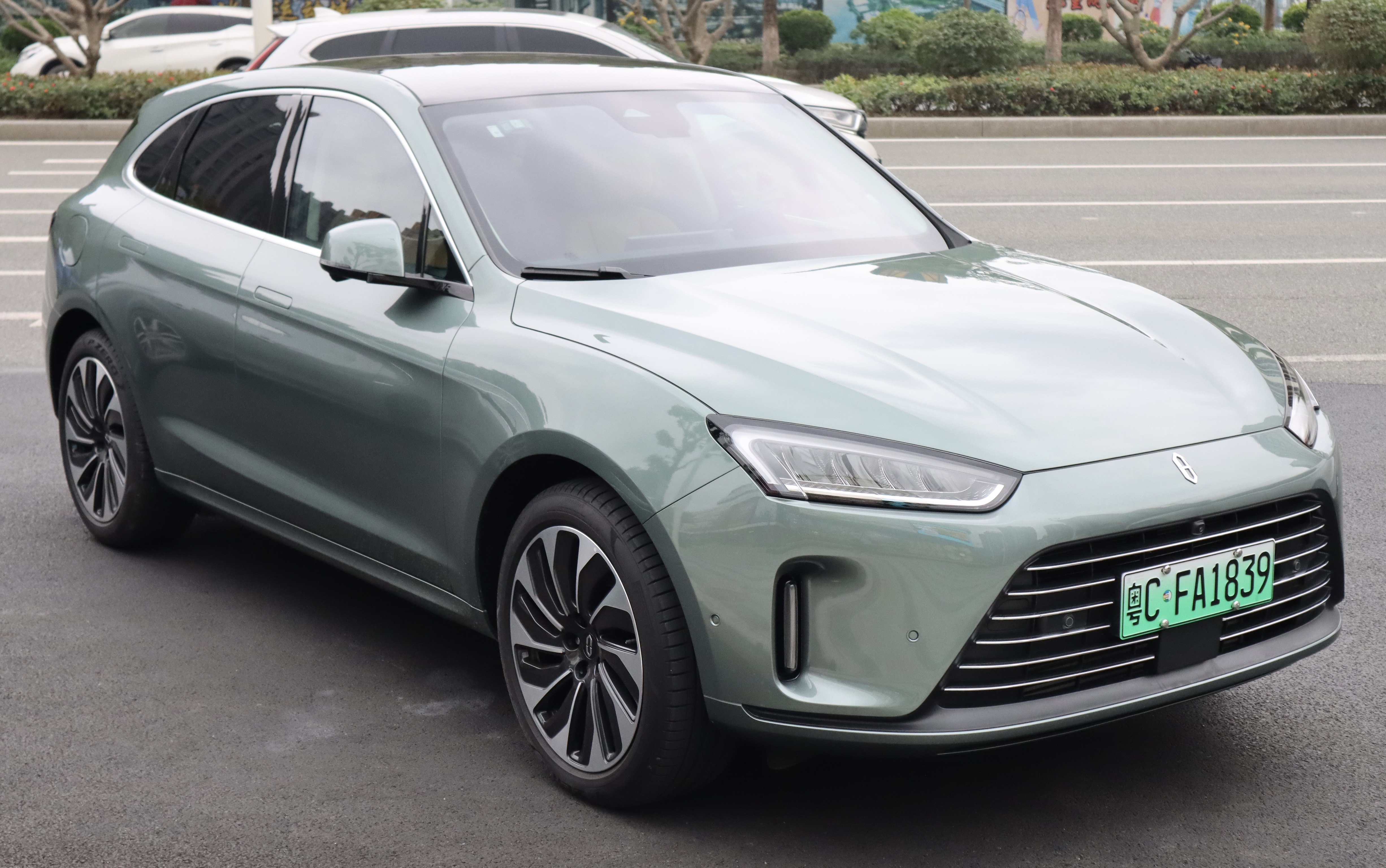
Aito M5

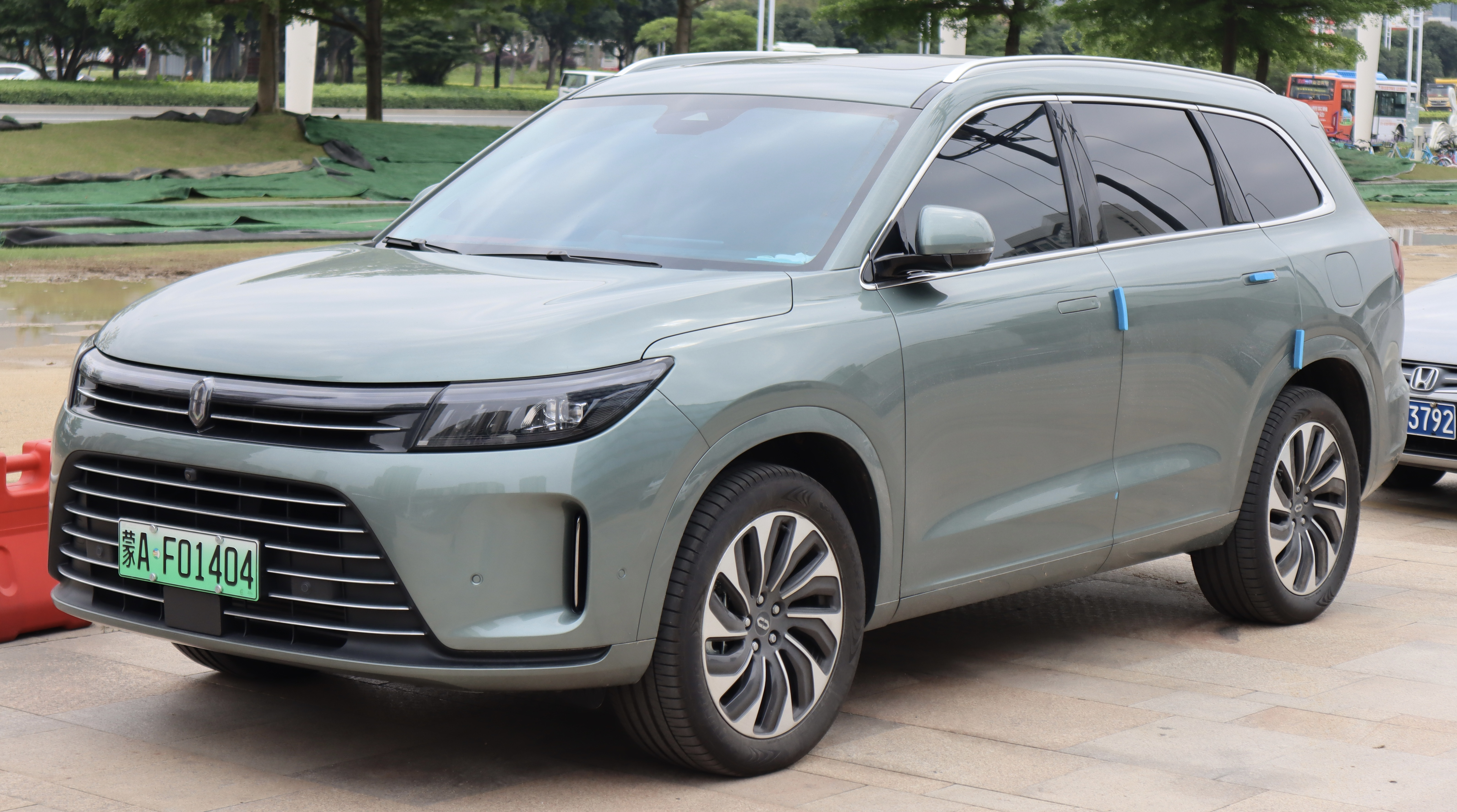
Aito M7

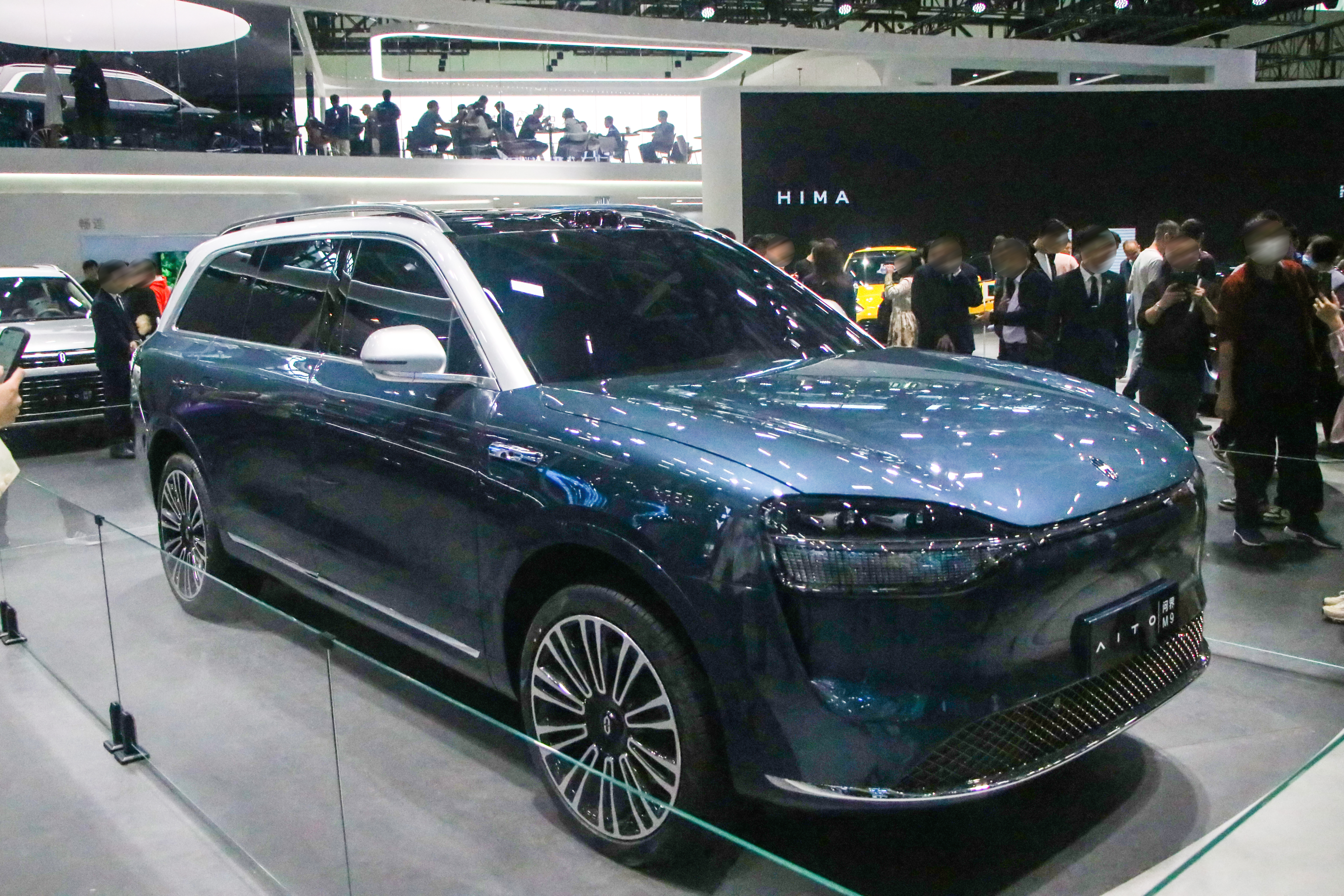
Aito M9

Aito Auto – chiński producent hybrydowych i elektrycznych SUV-ów z siedzibą w Chongqing działający od 2021 roku. Należy do HIMA, motoryzacyjnego chińskiego oddziału koncernu technologicznego Huawei.

## Historia

### Joint-venture
Pod koniec grudnia 2021 chiński koncern technologiczny Huawei ogłosił powstanie nowego producenta samochodów Aito, będącej rezultatem trwającej już poprzez markę Seres współpracy z koncernem motoryzacyjnym Sokon Group. Debiutujący podczas inauguracji powstania firmy model Aito Mi powstał jako rozwinięcie istniejącego już SUV-a Seres SF5, stanowiąc wobec niego bardziej luksusową, bliźniaczą wariację z wydajniejszym układem hybrydowym wyróżniającym się dużym zasięgiem ok. 1195 kilometrów.
Debiut rynkowy marki Aito, który odbył się z ograniczeniem do wewnętrznego rynku chińskiego z końcem grudnia 2021 roku, okazał się sukcesem. Zainteresowanie wokół hybrydowego SUV-a przełożyło się na relatywnie dużą liczbę zamówień, która w ciągu 5 dni od premiery wyniosła 6 tysięcy. Masowa produkcja samochodu ruszyła na początku 2022 roku. W marcu tego samego roku Aito ogłosiło plany rozbudowy zarówno swojej oferty modelowej, jak i sieci dealerskiej - samochody sprzedawane mają być docelowo w sieci 400 salonów, zarówno niezależnych, jak i będących częścią placówek sprzedaży Huawei. W połowie kwietnia 2022 pojawiły się pierwsze informacje o drugim modelu firmy, tym razem przyjmującemu postać dużego, nieco ponad 5-metrowego hybrydowego SUV-a Aito M7.

### HIMA
Pod koniec maja 2023 wielkość produkcji Aito przekroczyła 100 tysięcy samochodów, półtora roku od inauguracji istnienia firmy. W czerwcu tego samego roku firma przeszła pierwsze duże zmiany własnościowe, ze spółki joint-venture stając się pełną własnością koncernu Huawei. Nowy właściciel przejął prawa do marki, co było kolejnym krokiem zwiększającym zaangażowanie technologicznego konglomeratu w branżę motoryzacyjną. W drugiej połowie tego samego roku Aito przeprowadziło drobną modernizację M7 i obniżyło jego cenę, co przełożyło się na bardzo duże zainteresowanie i 50 tysięcy zamówień zgromadzonych w ciągu 50 dni. 
W listopadzie 2023 podczas Guangzhou Auto Show odbyła się premiera trzeciego i zarazem największego oraz najdroższego modelu w gamie chińskiej firmy w postaci pełnowymiarowego Aito M9. W tym samym miesiącu Huawei ogłosiło utworzenie dedykowanego motoryzacyjnego oddziału Harmony Intelligent Mobility Alliance (HIMA), w którego skład Aito weszło z drugą, nowo powstałą marką samochodów Huawei, Luxeed.

## Modele samochodów

### Obecnie produkowane

#### Samochody hybrydowe
- M5
- M7
- M9

#### Samochody elektryczne
- M5 EV
- M9 EV